# Joasaph II (patriarche de Moscou)
Pour les articles homonymes, voir Joasaph.
Joasaph II fut Patriarche de Moscou et de toute la Russie de 1667 à 1672. Il est décédé le 17 février 1672.

## Biographie
Il a fait un vœu monastique au monastère des Saints-Boris-et-Gleb de Torjok. Vers 1648, il  devient l'abbé du monastère de Saint-Antoine de Krasny Kholm et supervise la restauration du monastère. L'église de la Résurrection, qui se trouvait en ruine après l'invasion lituanienne, est rénovée. En 1654, il est nommé archimandrite du monastère de la Sainte Vierge de Vladimir puis, le 25 avril 1656, du monastère la Trinité-Saint-Serge.
En cette fonction il attire l'attention d'Alexis Ier, une victoire des forces russes sur les Polonais ayant lieu après trois jours de jeûne et de prières des moines du monastère.
Il devient patriarche de Moscou avec l'approbation des patriarches Païsios Ier d'Alexandrie et Macaire III d'Antioche le 31 janvier 1667.
En mai 1667, sous sa présidence, a eu lieu la dernière session du Grand Concile de Moscou entérinant le schisme avec les vieux-croyants. Le patriarche démet les prêtres adhérant aux rites antérieurs à Nikon de leurs fonctions et les livre aux autorités civiles. Parallèlement il publie un document envoyé à tous les prêtres expliquant en détail la signification des décrets du concile sur les anciens rites.
Il soutient la prédication dans les églises et l'activité des missionnaires qui sillonnent le grand Nord jusqu'en Nouvelle-Zemble et vont en Extrême-Orient jusqu'à la frontière de l'empire Qing où ils fondent un monastère en 1671.
Il meurt le 17 février 1672 (27 février dans le calendrier grégorien) ; il est enterré dans la cathédrale de la Dormition le long du mur ouest.